# Liste der Justizminister von Cisleithanien
Dies ist die Liste der Leiter des Justizministeriums von Cisleithanien, sie bietet einen chronologischen Überblick über alle Minister der Regierungen, welche das Justizministerium leiteten einschließlich der Personen, welche diese Funktion geschäftsführend in Österreich-Ungarn bis 1918 ausübten.

## Liste
| #  | Justizminister                         | Fotografie | Partei                 | Im Regierungskabinett von                                        | Amtszeit                             | Notizen          |
| -- | -------------------------------------- | ---------- | ---------------------- | ---------------------------------------------------------------- | ------------------------------------ | ---------------- |
| 1  | Emanuel Heinrich Komers von Lindenbach |            |                        | Ministerium Beust                                                | 7. Februar 1867 – 27. Juni 1867      |                  |
| 2  | Anton von Hye                          |            |                        | Ministerium Beust                                                | 27. Juni 1867 – 23. Dezember 1867    |                  |
| 3  | Eduard Herbst                          |            |                        | Bürgerministerium Regierung von Leopold Hasner                   | 30. Dezember 1867 – 12. April 1870   |                  |
| 4  | Adolf von Tschabuschnigg               |            |                        | Ministerium Potocki                                              | 13. April 1870 – 4. Februar 1871     |                  |
| 5  | Karel Habětínek                        |            |                        | Ministerium Hohenwart                                            | 5. Februar 1871 – 26. Oktober 1871   |                  |
| 6  | Georg von Mitis                        |            |                        | Ministerium Holzgethan                                           | 27. Oktober 1871 – 22. November 1871 | geschäftsführend |
| 7  | Julius Anton Glaser                    |            | Deutschliberale Partei | Ministerium A. Auersperg Ministerium Stremayr                    | 26. November 1871 – 12. August 1879  |                  |
| 8  | Karl von Stremayr                      |            |                        | Ministerium Taaffe II                                            | 13. August 1879 – 26. Juni 1880      |                  |
| 9  | Moritz von Streit                      |            |                        | Ministerium Taaffe II                                            | 26. Juni 1880 – 14. Januar 1881      |                  |
| 10 | Alois Pražák                           |            | Národní strana         | Ministerium Taaffe II                                            | 14. Januar 1881 – 11. Oktober 1888   | geschäftsführend |
| 11 | Friedrich von Schönborn                |            |                        | Ministerium Taaffe II Ministerium Windisch-Grätz                 | 11. Oktober 1888 – 19. Juni 1895     |                  |
| 12 | Karl Krall von Krallenberg             |            |                        | Ministerium Kielmansegg                                          | 20. Juni 1895 – 30. September 1895   | geschäftsführend |
| 13 | Johann Nepomuk Gleispach               |            |                        | Ministerium Badeni                                               | 2. Oktober 1895 – 28. November 1897  |                  |
| 14 | Ignaz von Ruber                        |            |                        | Ministerium Gautsch I Ministerium Thun                           | 30. November 1897 – 2. Oktober 1899  |                  |
| 15 | Eduard von Kindinger                   |            |                        | Ministerium Clary                                                | 2. Oktober 1899 – 21. Dezember 1899  |                  |
| 16 | Ferdinand von Schrott                  |            |                        | Ministerium Clary                                                | 21. Dezember 1899 – 18. Januar 1900  | geschäftsführend |
| 17 | Alois von Spens-Booden                 |            |                        | Ministerium Koerber                                              | 19. Januar 1900 – 16. Oktober 1902   |                  |
| 18 | Ernest von Koerber                     |            |                        | Ministerium Koerber                                              | 16. Oktober 1902 – 31. Dezember 1904 | geschäftsführend |
| 19 | Franz Klein                            |            |                        | Ministerium Gautsch II Ministerium Hohenlohe Ministerium Beck    | 1. Januar 1905 – 15. November 1908   |                  |
| 20 | Robert von Holzknecht                  |            |                        | Ministerium Bienerth                                             | 15. November 1908 – 10. Februar 1909 | geschäftsführend |
| 21 | Viktor von Hochenburger                |            |                        | Ministerium Bienerth Ministerium Gautsch III Ministerium Stürgkh | 10. Februar 1909 – 21. Oktober 1916  |                  |
| 22 | Franz Klein                            |            |                        | Ministerium Koerber II                                           | 31. Oktober 1916 – 20. Dezember 1916 |                  |
| 23 | Josef von Schenk                       |            |                        | Ministerium Clam-Martinic                                        | 20. Dezember 1916 – 22. Juni 1917    |                  |
| 24 | Hugo von Schauer                       |            |                        | Ministerium Seidler Ministerium Hussarek                         | 23. Juni 1917 – 25. Oktober 1918     |                  |
| 25 | Paul Vittorelli                        |            |                        | Ministerium Lammasch                                             | 25. Oktober 1918 – 30. Oktober 1918  |                  |

* Hinweis: In Quellen und Datenbanken variiert die genaue Datierung von Beginn und Ende der Amtszeit einzelner Regierungen geringfügig. Hier alle Daten nach Veröffentlichung von Regierungskabinetten nach: Československé dějiny v datech, Praha 1987. (Tschechoslowakische Geschichte in Daten, Prag 1987).